# Oak Island (Teksas)
Oak Island – jednostka osadnicza w Stanach Zjednoczonych, w stanie Teksas, w hrabstwie Chambers.